# Dovyalis macrocarpa
Dovyalis macrocarpa är en videväxtart som beskrevs av Paul Rodolphe Joseph Bamps. Dovyalis macrocarpa ingår i släktet Dovyalis och familjen videväxter. Inga underarter finns listade i Catalogue of Life.